# Nikos Spiropulos
Nikos Spiropulos (gr. Νίκος Σπυρόπουλος, ur. 10 października 1983 w Atenach) – grecki piłkarz grający na pozycji lewego obrońcy.

## Kariera klubowa
Karierę piłkarską rozpoczął w klubie PAS Janina. W 2001 roku zadebiutował w jego barwach w Beta Ethniki, a w 2002 roku awansował z tym zespołem do pierwszej ligi. W niej nie wystąpił jednak w żadnym ze spotkań, a Giannina spadła z ligi. W niższej lidze był jej podstawowym zawodnikiem, a latem 2004 przeszedł do pierwszoligowego Panioniosu GSS. W jego barwach zadebiutował 19 września w przegranym 0:1 wyjazdowym meczu z zespołem Chalkidona FC. W pierwszych dwóch sezonach spędzonych w Panioniosie był rezerwowym, ale już w sezonie 2006/07 był podstawowym zawodnikiem tego klubu i występował w nim do końca 2007 roku.
W styczniu 2008 przeszedł za 2 miliony euro do innego stołecznego klubu, Panathinaikosu. 24 lutego zadebiutował w składzie „Koniczynek” w meczu pierwszej ligi. Ateńczycy pokonali w nim 1:0 APO Lewadiakos.
W 2013 roku najpierw został zawodnikiem Chievo Werona, a następnie latem 2013 przeszedł do PAOK FC.
| Sezon   | Klub             | Kraj   | Rozgrywki     | Mecze | Bramki |
| ------- | ---------------- | ------ | ------------- | ----- | ------ |
| 2001/02 | PAS Janina       | Grecja | Beta Ethniki  | 6     | 0      |
| 2002/03 | PAS Janina       | Grecja | Alpha Ethniki | 0     | 0      |
| 2003/04 | PAS Janina       | Grecja | Beta Ethniki  | 27    | 1      |
| 2004/05 | Panionios GSS    | Grecja | Alpha Ethniki | 16    | 0      |
| 2005/06 | Panionios GSS    | Grecja | Alpha Ethniki | 11    | 0      |
| 2006/07 | Panionios GSS    | Grecja | Alpha Ethniki | 24    | 1      |
| 2007/08 | Panionios GSS    | Grecja | Alpha Ethniki | 17    | 0      |
| 2007/08 | Panathinaikos AO | Grecja | Alpha Ethniki | 8     | 0      |
| 2008/09 | Panathinaikos AO | Grecja | Alpha Ethniki | 25    | 0      |
| 2009/10 | Panathinaikos AO | Grecja | Alpha Ethniki | 21    | 0      |
| 2010/11 | Panathinaikos AO | Grecja | Alpha Ethniki | 22    | 1      |
| 2011/12 | Panathinaikos AO | Grecja | Alpha Ethniki | 24    | 0      |
| 2012/13 | Panathinaikos AO | Grecja | Alpha Ethniki | 17    | 0      |
| 2012/13 | Chievo Werona    | Włochy | Serie A       | 2     | 0      |
| 2013/14 | PAOK FC          | Grecja | Alpha Ethniki | 11    | 0      |
| 2014/15 | PAOK FC          | Grecja | Alpha Ethniki | 6     | 0      |

## Kariera reprezentacyjna
W reprezentacji Grecji zadebiutował 17 listopada 2007 roku w wygranym 5:0 spotkaniu z Maltą – w 46. minucie zmienił Wasilisa Torosidisa. W 2008 roku został powołany przez Otto Rehhagela do kadry na Euro 2008.